# کانتون سان کریستوبال
سان کریستوبال (به اسپانیایی: Cantón San Cristóbal) یک منطقهٔ مسکونی در اکوادور است که در استان گالاپاگوس واقع شده‌است. سان کریستوبال ۸۴۹ کیلومتر مربع مساحت و ۶٬۱۴۲ نفر جمعیت دارد.